# Internationale Filmfestspiele Berlin 1959
Die Internationalen Filmfestspiele Berlin 1959 fanden vom 26. Juni bis zum 7. Juli 1959 statt.
Die Berlinale stand 1959 politisch vor dem Hintergrund der Berlinkrise, die Nikita Chruschtschow ausgelöst hatte, als er 1958 den Vier-Mächte-Status von Berlin einseitig aufgekündigt hatte. Während der Berlinale musste das Festival zweimal in den Hintergrund treten, als im Berliner Olympiastadion das hessische Derby um die deutsche Fußballmeisterschaft zwischen Eintracht Frankfurt und Kickers Offenbach am 28. Juni stattfand. Am 1. Juli wählte dann in Berlin die Bundesversammlung den CDU-Politiker Heinrich Lübke zum zweiten deutschen Bundespräsidenten.

## Wettbewerb
Folgende Filme waren in diesem Jahr im offiziellen Wettbewerb der Berlinale zu sehen:
| Filmtitel                        | Regisseur                  | Produktionsland        | Darsteller (Auswahl)                                                      |
| Aufruhr der Gefühle              | Roberto Gavaldón           | Mexiko                 | María Félix, Jack Palance                                                 |
| Der besiegte Sieger              | Paolo Heusch               | Italien                |                                                                           |
| Das Dorf am Fluß                 | Fons Rademakers            | Niederlande            | Max Croiset                                                               |
| Einesteils der Liebe wegen       | Erik Balling               | Dänemark               | Henning Moritzen, Helle Virkner                                           |
| Fuhrmann des Todes               | Arne Mattsson              | Schweden               | Ulla Jacobsson                                                            |
| Hassan und Nayima                | Henry Barakat              | Ägypten                |                                                                           |
| Der Herr und sein Diener         | Arne Skouen                | Norwegen               | Claes Gill                                                                |
| Der Goliath von Galway           | Fielder Cook               | Irland                 | Walter Macken                                                             |
| Im Kittchen ist kein Zimmer frei | Gilles Grangier            | Frankreich             | Jean Gabin, Darry Cowl, Bernard Blier                                     |
| Immer die verflixten Frauen      | Charles Walters            | USA                    | David Niven, Shirley MacLaine, Gig Young, Rod Taylor                      |
| Jonggak                          | Ju-nam Yang                | Südkorea               |                                                                           |
| Liebe in Rio                     | Carlos Hugo Christensen    | Brasilien, Argentinien |                                                                           |
| Das Mädchen Astero               | Dinos Dimopoulos           | Griechenland           | Aliki Vougiouklaki                                                        |
| Die nackte Sonne                 | Miyoji Ieki                | Japan                  |                                                                           |
| Panoptikum 59                    | Walter Kolm-Veltée         | Österreich             | Michael Heltau                                                            |
| Der Rest ist Schweigen           | Helmut Käutner             | Deutschland            | Hardy Krüger, Peter van Eyck, Ingrid Andree                               |
| Sagar Sangamey                   | Debaki Bose                | Indien                 | Bharati Devi                                                              |
| Schrei, wenn du kannst           | Claude Chabrol             | Frankreich             | Gérard Blain, Jean-Claude Brialy, Juliette Mayniel                        |
| Seltsame Gäste                   | Leopoldo Torre Nilsson     | Argentinien            | Elsa Daniel                                                               |
| So etwas von Frau!               | Sidney Lumet               | USA                    | Sophia Loren, Tab Hunter, Jack Warden                                     |
| Sterne über dem Montblanc        | Marcel Ichac               | Frankreich             | Roger Blin                                                                |
| Sven Dufva, der Held             | Edvin Laine                | Finnland               |                                                                           |
| Tiger Bay                        | J. Lee Thompson            | Großbritannien         | John Mills, Horst Buchholz, Hayley Mills                                  |
| Und das am Montagmorgen          | Luigi Comencini            | Deutschland            | O. W. Fischer, Ulla Jacobsson, Vera Tschechowa, Robert Graf, Werner Finck |
| Die verborgene Festung           | Akira Kurosawa             | Japan                  | Toshirō Mifune                                                            |
| Wölfe in der Tiefe               | Silvio Amadio              | Frankreich, Italien    | Massimo Girotti                                                           |
| Zehn Gewehre warten              | José Luis Sáenz de Heredia | Spanien, Italien       | Francisco Rabal                                                           |
| Der zerbrochene Talisman         | Syamak Yasami              | Iran                   |                                                                           |
| Zur Hölle mit Sidney             | Harry Watt                 | Großbritannien         | Aldo Ray                                                                  |

## Internationale Jury
Jury-Präsident war in diesem Jahr der US-amerikanische Regisseur Robert Aldrich. Er stand folgender Jury vor: John Bryan (Großbritannien), Charles Ford (Frankreich), O. E. Hasse (Deutschland), Johan Jacobsen (Dänemark), Shigueo Miyata (Japan), Gerhard Prager (Deutschland), Waley Eddin Sameh (Vereinigte Arabische Emirate), Walther Schmieding (Deutschland) und Ignazio Silone (Italien).

## Preisträger
- Goldener Bär: Schrei, wenn du kannst
  - Akira Kurosawa (Beste Regie)
  - Shirley MacLaine in Immer die verflixten Frauen (Beste Darstellerin)
  - Jean Gabin in Im Kittchen ist kein Zimmer frei (Bester Darsteller)
  - Hayley Mills in Tiger Bay (Sonderpreis für ihre darstellerische Leistung)

- Goldener Bär für den besten Dokumentarfilm: Weiße Wildnis (White Wilderness) von James Algar

## Weitere Preise
- Jugendfilmpreis (Dokumentarfilm): Paradies und Feuerofen von Herbert Viktor
- Jugendfilmpreis (Spielfilm): Die nackte Sonne
- FIPRESCI-Preis: Die verborgene Festung